# Аналітичний простір
Аналіти́чний про́стір — це окільцьований простір, локально влаштований як аналітична множина.

## Загальний опис
Аналітичний простір — це окільцьований простір, такий, що кожна точка {\displaystyle x\in X} має відкритий окіл U, для якого {\displaystyle (U,{\mathcal {O}}_{X}|_{U})} ізоморфний деякій аналітичній множині {\displaystyle (A,({\mathcal {O}}_{B}/{\mathcal {I}})|_{A})}, отриманій з когерентного пучка ідеалів {\displaystyle {\mathcal {I}}\subset {\mathcal {O}}_{B}} голоморфних функцій у деякій області B.
Зокрема, {\displaystyle {\mathcal {O}}_{X}} є когерентним пучком локальних {\displaystyle \mathbb {C} }-алгебр.
Наприклад, коли {\displaystyle {\mathcal {I}}=0} для всіх обраних U, то {\displaystyle (U,{\mathcal {O}}_{X}|_{U})\cong (B,{\mathcal {O}}_{B})} і аналітичний простір є (комплексним) аналітичним многовидом.
Якщо для локальної моделі {\displaystyle A\subset B} маємо {\displaystyle {\mathcal {I}}={\mathcal {I}}_{A}} — когерентний пучок ідеалів, що з відкритою підмножиною {\displaystyle V\subset B} пов'язує {\displaystyle {\mathcal {I}}_{A}(V)=\{f\in {\mathcal {O}}_{B}(V)\mid f(A\cap V)=0\}}, то аналітичний простір називається зведеним.
Оскільки {\displaystyle {\mathcal {O}}_{B}/{\mathcal {I}}_{A}} вкладається в пучок {\displaystyle {\mathcal {C}}_{A}} неперервних функцій на A, то для зведеного аналітичного простору {\displaystyle {\mathcal {O}}_{X}\subset {\mathcal {C}}_{X}}.
Для кожного пучка комутативних кілець {\displaystyle {\mathcal {R}}} на X позначимо {\displaystyle {\mathfrak {n}}({\mathcal {R}})\subset {\mathcal {R}}} його нільрадикал, а саме: {\displaystyle {\mathfrak {n}}({\mathcal {R}})_{x}={\mathfrak {n}}({\mathcal {R}}_{x})} — ідеал нільпотентних елементів в {\displaystyle {\mathcal {R}}_{x}}, {\displaystyle x\in X}.
Для зведеного аналітичного простору {\displaystyle (X,{\mathcal {O}}_{X})} маємо {\displaystyle {\mathfrak {n}}({\mathcal {O}}_{X})=0}.
Для довільного аналітичного простору {\displaystyle (X,{\mathcal {O}}_{X})} визначимо його зведення як {\displaystyle \mathrm {red} \,X=(X,\mathrm {red} \,{\mathcal {O}}_{X})}, де {\displaystyle \mathrm {red} \,{\mathcal {O}}_{X}={\mathcal {O}}_{X}/{\mathfrak {n}}({\mathcal {O}}_{X})}.

## Морфізми аналітичних просторів
Морфізми аналітичних просторів {\displaystyle f:(X,{\mathcal {O}}_{X})\to (Y,{\mathcal {O}}_{Y})} — це морфізми окільцьованих просторів, тобто пари {\displaystyle (f,{\tilde {f}})}, де {\displaystyle f:X\to Y} — неперервне відображення топологічних просторів, а {\displaystyle {\tilde {f}}:{\mathcal {O}}_{Y}\to f_{*}({\mathcal {O}}_{X})} - гомоморфізм пучків {\displaystyle \mathbb {C} }-алгебр.
Наприклад, для довільного аналітичного простору {\displaystyle (X,{\mathcal {O}}_{X})} морфізм зведення {\displaystyle \mathrm {Red} :\mathrm {red} \,X\to X} складається з тотожного відображення {\displaystyle \mathrm {id} _{X}} і канонічної проєкції {\displaystyle {\mathcal {O}}_{X}\to {\mathcal {O}}_{X}/{\mathfrak {n}}({\mathcal {O}}_{x})}.
{\displaystyle \mathrm {red} } є функтором з категорії аналітичних просторів до повної підкатегорії зведених аналітичних просторів і {\displaystyle \mathrm {Red} :\mathrm {red} \to \mathrm {Id} } є природним перетворенням.
Морфізм зведених аналітичних просторів допускає простий опис: це неперервне відображення {\displaystyle f:X\to Y}, таке, що для кожної точки {\displaystyle x\in X} і кожного {\displaystyle h\in {\mathcal {O}}_{Y,f(x)}\subset {\mathcal {C}}_{Y,f(x)}}, що розглядається як паросток неперервної функції, паросток {\displaystyle h\circ f\in {\mathcal {C}}_{X,x}} належить {\displaystyle {\mathcal {O}}_{X,x}}.

## Властивості
Аналогічні означення (але не результати) формулюються над іншими повними полями k з недискретним нормуванням.
Для {\displaystyle k=\mathbb {R} } йдеться про дійсні аналітичні функції, дійсні аналітичні простори, тощо.
Властивість {\displaystyle {\mathcal {I}}_{A}=\mathrm {rad} \,{\mathcal {I}}} притаманна лише алгебрично замкненим полям k.
Тому у випадку {\displaystyle k=\mathbb {R} } лише зведені дійсні аналітичні простори наповнені геометричним змістом.
Крім того, структурний пучок {\displaystyle {\mathcal {O}}} на дійсному аналітичному просторі не обов'язково є когерентним.
Аналітичні підмножини A комплексних аналітичних просторів {\displaystyle (X,{\mathcal {O}}_{X})} визначаються як носії {\displaystyle (A=\mathrm {supp} \,({\mathcal {O}}_{X}/{\mathcal {I}}),{\mathcal {O}}_{A}={\mathcal {O}}_{X}/{\mathcal {I}})} для когерентного пучка ідеалів {\displaystyle {\mathcal {I}}}.
Вони самі є аналітичними просторами і можуть бути задані локальними рівняннями (теорема Картана-Ока): нехай A — замкнена підмножина X і для довільної точки {\displaystyle a\in A} існують такий окіл {\displaystyle V\ni x} в X і такі елементи {\displaystyle f_{1},\dots ,f_{q}\in {\mathcal {O}}_{X}(V)}, що {\displaystyle A\cap V=\{x\in V\mid f_{1}(x)=\dots =f_{q}(x)=0\}}.
Тут f(x) визначена як {\displaystyle (\mathrm {Red} \,f)(x)}.
Тоді A є аналітичною множиною, а саме носієм {\displaystyle \mathrm {supp} \,({\mathcal {O}}_{X}/{\mathcal {I}}_{A})} для когерентного ідеалу {\displaystyle {\mathcal {I}}_{A}(U)=\{f\in {\mathcal {O}}_{X}(U)\mid (\mathrm {Red} \,f)(A\cap U)=0\}}, де U відкрита в X.
Наприклад, множина S особливих точок {\displaystyle x\in X} (тих, що не є регулярними) аналітична.
Для кожної точки аналітичного простору {\displaystyle x\in X} стебло {\displaystyle {\mathcal {O}}_{X,x}} є аналітичною локальною k-алгеброю, тобто факторалгеброю {\displaystyle K_{m}/I=K_{m}/(f_{1},\dots ,f_{q})} нетерової алгебри {\displaystyle K_{m}} збіжних рядів від m змінних.
Скінченнопороджений модуль M над {\displaystyle {\mathcal {O}}_{X,x}} має вимірність Шевале {\displaystyle \mathrm {dim} _{{\mathcal {O}}_{X,x}}\,M\in \mathbb {N} }, це найменша довжина d набору {\displaystyle a_{1}}, \dots, {\displaystyle a_{d}\in {\mathfrak {m}}_{x}} ({\displaystyle {\mathfrak {m}}_{x}} — максимальний ідеал {\displaystyle {\mathcal {O}}_{X,x}}) такого, що {\displaystyle M/(a_{1},\dots ,a_{d})M} — скінченновимірний k-векторний простір.
Зокрема, {\displaystyle \mathrm {dim} \,{\mathcal {O}}_{X,x}=\mathrm {dim} _{{\mathcal {O}}_{X,x}}\,{\mathcal {O}}_{X,x}\leq m}.
Глобальна вимірність X - це {\displaystyle \mathrm {dim} \,X=\mathrm {sup} _{x\in X}\,\mathrm {dim} \,{\mathcal {O}}_{X,x}}.
Для незвідної аналітичної множини A функція {\displaystyle x\mapsto \mathrm {dim} \,{\mathcal {O}}_{A,x}} постійна на A (і приймає значення {\displaystyle \mathrm {dim} \,A}).
У кодотичного простору {\displaystyle T_{x}^{*}={\mathfrak {m}}_{x}/{\mathfrak {m}}_{x}^{2}} вимірність {\displaystyle \mathrm {dim} _{k}T_{x}^{*}\geq \mathrm {dim} \,{\mathcal {O}}_{X,x}}.
Точка x аналітичного простору X називається неособливою (або регулярною), якщо існує окіл {\displaystyle U\ni x} такий, що локальна модель {\displaystyle (U,{\mathcal {O}}_{X}|_{U})} ізоморфна області {\displaystyle (B,{\mathcal {O}}_{B})} в {\displaystyle k^{m}}.
Ця умова еквівалентна рівності {\displaystyle \mathrm {dim} _{k}T_{x}^{*}=\mathrm {dim} \,{\mathcal {O}}_{X,x}}.
Якщо X зведений, то множина S особливих точок ніде не щільна в X, отже має ковимірність {\displaystyle \mathrm {codim} _{x}\,S=\mathrm {dim} \,{\mathcal {O}}_{X,x}-\mathrm {dim} \,{\mathcal {O}}_{S,x}} щонайменше 1 в кожній точці {\displaystyle x\in S}. 
Множина S особливих точок аналітичного простору X порожня тоді і лише тоді, коли X — аналітичний многовид.
Якщо {\displaystyle k=\mathbb {C} }, для достатньо малої {\displaystyle B\subset \mathbb {C} ^{m}} і відповідної локальної моделі {\displaystyle X\supset A\subset B} топологічна вимірність {\displaystyle \mathrm {dim} \,\mathrm {top} \,A=2\mathrm {dim} \,A}.
Непорожня аналітична множина A комплексного аналітичного простору X називається незвідною, якщо вона не є об'єднанням аналітичних множин {\displaystyle B\neq A} та {\displaystyle C\neq A}.
Кожна аналітична множина A в X єдиним чином розкладається в об'єднання непорожніх незвідних аналітичних множин {\displaystyle A=\cup _{i\in I}A_{i}} таких, що (1) сім'я {\displaystyle \{A_{i}\}_{i\in I}} локально скінченна в X; (2) для кожної пари {\displaystyle i,j\in I}, {\displaystyle i\neq j}, перетин {\displaystyle A_{i}\cap A_{j}} ніде не щільний в {\displaystyle A_{i}}.
Множини {\displaystyle A_{i}} називаються незвідними компонентами множини A.
Один з класів комплексних аналітичних просторів становлять простори Штайна {\displaystyle (X,{\mathcal {O}}_{X})} — такі, що для кожного когерентного пучка {\displaystyle {\mathcal {O}}_{X}}-модулів {\displaystyle {\mathcal {S}}} маємо {\displaystyle H^{q}(X,{\mathcal {S}})=0} при {\displaystyle q\geq 1}.
Для аналітичних просторів X зі зліченною базою топології штайновість еквівалентна умові {\displaystyle H^{1}(X,{\mathcal {I}})=0} для кожного когерентного пучка ідеалів {\displaystyle {\mathcal {I}}\subset {\mathcal {O}}_{X}}.
Штайновість аналітичного простору X еквівалентна штайновості його зведення {\displaystyle \mathrm {red} \,X}.
Близькість теорії просторів Штайна до аналізу і топології ілюструється принципом Ока: на зведеному просторі Штайна голоморфні задачі, які можуть бути сформульовані в термінах когомологій, (задачі Кузена тощо) мають голоморфний розв'язок тоді і лише тоді, коли вони мають неперервний розв'язок.